# Clubul Sportiv al Armatei Steaua București 1983-1984
Questa voce raccoglie le informazioni riguardanti il Clubul Sportiv al Armatei Steaua București nelle competizioni ufficiali della stagione 1983-1984.

## Rosa
| N. |                    | Ruolo | Calciatore         |
| -- | ------------------ | ----- | ------------------ |
|    | Romania (bandiera) | P     | Helmuth Duckadam   |
|    | Romania (bandiera) | P     | Vasile Iordache    |
|    | Romania (bandiera) | D     | Miodrag Belodedici |
|    | Romania (bandiera) | D     | Augustin Eduard    |
|    | Romania (bandiera) | D     | Ștefan Iovan       |
|    | Romania (bandiera) | D     | Nicolae Laurenţiu  |
|    | Romania (bandiera) | D     | Florin Marin       |
|    | Romania (bandiera) | C     | Mihail Majearu     |

| N. |                    | Ruolo | Calciatore        |
| -- | ------------------ | ----- | ----------------- |
|    | Romania (bandiera) | C     | Ştefan Petcu      |
|    | Romania (bandiera) | C     | Marcel Pușcaș     |
|    | Romania (bandiera) | C     | Tudorel Stoica    |
|    | Romania (bandiera) | C     | Ioan Tătăran      |
|    | Romania (bandiera) | A     | Gavril Balint     |
|    | Romania (bandiera) | A     | Septimiu Câmpeanu |
|    | Romania (bandiera) | A     | Marius Lăcătuș    |
|    | Romania (bandiera) | A     | Victor Piţurcă    |